# Andrea Fedi
Pour les articles homonymes, voir Fedi.
Andrea Fedi, né le 29 mai 1991 à Prato, est un coureur cycliste italien, professionnel entre 2013 et 2017.

## Biographie

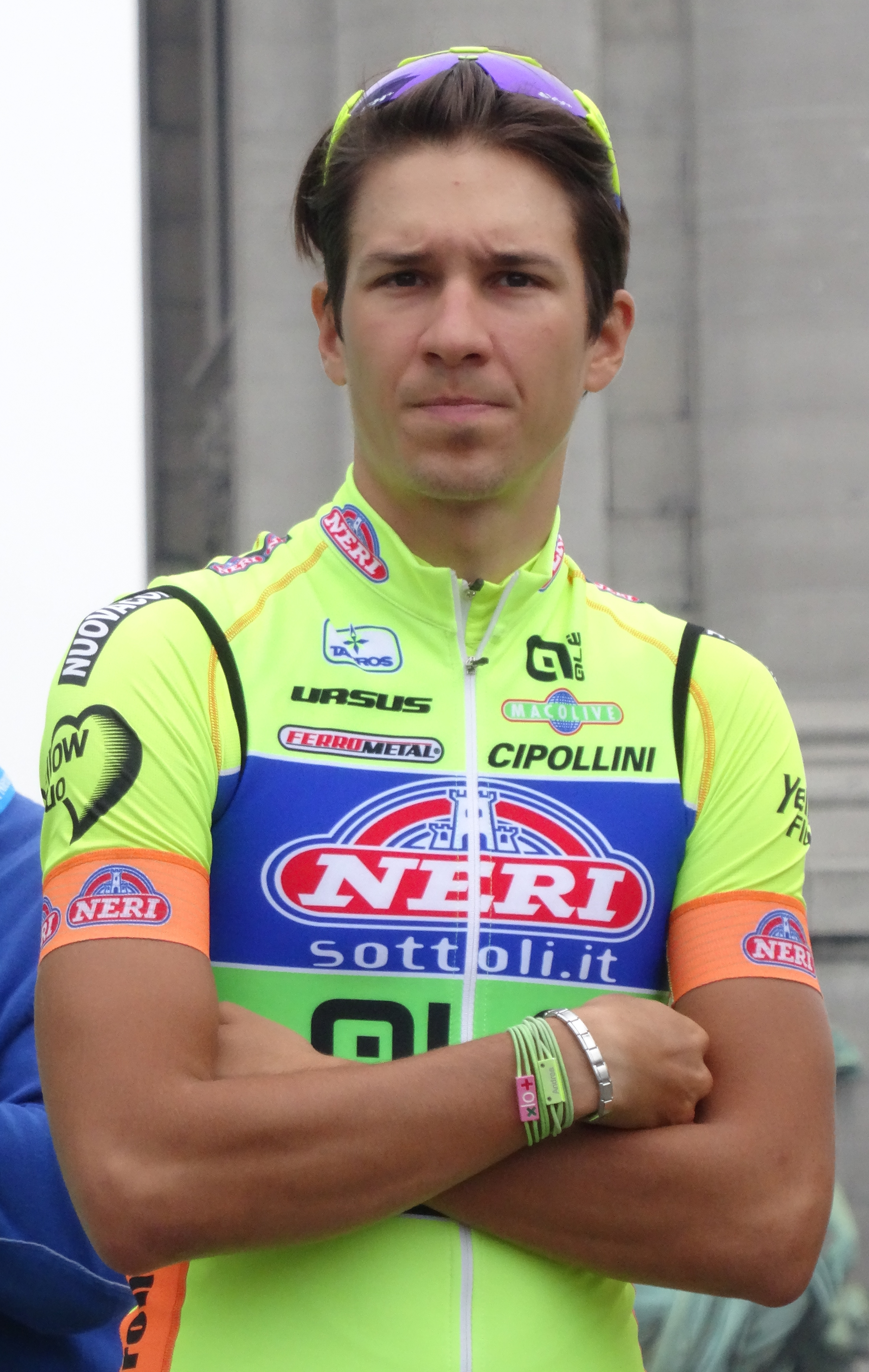
Andrea Fedi lors du départ de la Brussels Cycling Classic 2014.

Andrea Fedi naît le 29 mai 1991 à Prato en Italie. Son équipe annonce sa retraite le 8 septembre 2017. 

## Palmarès
- 2009
  - 2e de la Piccola Tre Valli Varesine
  - 3e du championnat d'Italie sur route juniors
  - 3e du Trofeo Buffoni
- 2011
  - Coppa 29 Martiri di Figline di Prato
  - 2e du Trofeo Festa Patronale
  - 3e de La Popolarissima
  - 3e du championnat d'Italie sur route espoirs
- 2012
  - Trofeo Tosco-Umbro
  - Coppa Città di San Daniele
  - 2e de la Coppa Fiera di Mercatale
  - 2e du Gran Premio della Liberazione
  - 2e de la Coppa 29 Martiri di Figline di Prato
  - 3e du Mémorial Angelo Fumagalli
  - 3e de la Ruota d'Oro
- 2013
  - 3e étape du Tour de Slovaquie
  - 2e du Trophée de la ville de Castelfidardo
- 2014
  - 2e du Grand Prix de Plouay
- 2015
  - 2e du Tour d'Émilie
- 2016
  - Trofeo Laigueglia
  - 2e du Grand Prix de l'industrie et de l'artisanat de Larciano

## Résultats sur les grands tours

### Tour d'Italie
- 2014 : 148e, vainqueur du classement Fuga Pinarello

## Classements mondiaux
| Année           | 2012 | 2013 | 2014 | 2015 |
| --------------- | ---- | ---- | ---- | ---- |
| UCI Europe Tour | 230e | 483e | 267e | 120e |